# Eddie Butler (rugbista)
Edward Thomas Butler, detto Eddie (Newport, 8 maggio 1957 – Cusco, 15 settembre 2022), fu un giornalista britannico, commentatore televisivo per la BBC e opinionista sportivo dalle colonne del Guardian e dell'Observer; in precedenza fu rugbista a 15 internazionale per il Galles e militò nel ruolo di terza linea centro nel Pontypool.

## Biografia
Edward Thomas Butler era un gallese di prima generazione: suo nonno era un muratore di Scunthorpe, sua madre era londinese e suo padre in gioventù giocò a calcio nel Wycombe e militò nelle squadre giovanili nazionali inglesi, e in seguito si trasferì in Galles per lavorare come chimico in uno stabilimento di fibre sintetiche della British Nylon Spinners (in seguito ICI e, infine, DuPont) a Pontypool; i suoi genitori acquistarono inoltre una proprietà a Raglan, in Monmouthshire, per adibirla a casa-albergo.

### Attività sportiva
Dopo le scuole superiori a Monmouth, studiò lingue moderne al Fitzwilliam College dell'università di Cambridge, specializzandosi in francese e spagnolo; nell'anno sabbatico preuniversitario, tuttavia, fu a Madrid per imparare le basi della lingua e trovò anche un posto nella squadra di rugby degli studenti di ingegneria della locale università.
Tra il 1976 e il 1978 disputò tre Varsity Match per Cambridge con due vittorie e una sconfitta.
Ingaggiato dal Pontypool, debuttò in nazionale nel corso del Cinque Nazioni 1980 a Cardiff contro la Francia; il periodo in cui militò in nazionale fu il meno fruttuoso per il Galles, che non vinse nulla per anni e dovette affrontare un ricambio generazionale dopo i trionfi degli anni settanta; tuttavia le sue prestazioni internazionali lo fecero mettere in evidenza per il tour in Nuova Zelanda dei British Lions del 1983, nel quale tuttavia giocò solo un incontro, un infrasettimanale contro Waikato.
Fu, complessivamente, in nazionale fino al 1984, disputando il suo ultimo incontro contro l'Australia durante il tour di fine anno degli Wallabies.
Continuò a giocare nel Pontypool fino al 1988 per poi intraprendere la carriera giornalistica.
Vanta alcuni inviti nei Barbarians tra il 1980 e il 1982, il primo dei quali proprio all'Arms Park contro il Cardiff RFC.

### Attività giornalistica
Insegnante durante gran parte dell'attività sportiva, a fine carriera agonistica fu ingaggiato come reporter dal Sunday Correspondent e a seguire da BBC Wales; nel 1991 iniziò la collaborazione come opinionista e inviato con l'Observer e il Guardian.
Inizialmente seconda voce del rugby in coppia con Bill McLaren, al ritiro di quest'ultimo nel 2002 Butler divenne cronista titolare.
Nella sua attività di cronista alla BBC ebbe modo di occuparsi non solo di rugby, ma anche di altre discipline: fu per esempio la voce televisiva del torneo olimpico di tiro con l'arco a Pechino nel 2008 e fece parte del gruppo di telecronisti di servizio agli Invictus Games nel 2016 a Orlando in Florida.
In parallelo alla sua attività di giornalista, Butler fu anche attivista e romanziere.
Fu sostenitore dell'indipendentismo gallese e attivista di YesCymru, associazione apartitica che persegue tale scopo.
Testimonial delle campagne di sensibilizzazione contro il tumore della prostata, era presente a diverse iniziative di raccolta fondi; nel corso di una di esse, nel cammino Inca in Perù verso Machu Picchu, morì nel sonno il 15 settembre 2022 a Cusco durante una sosta notturna.
L'ultimo servizio di Butler per la BBC fu un reportage sulla morte della regina Elisabetta II, avvenuta una settimana prima della sua.
Butler ha anche scritto tre romanzi e un libro a soggetto sportivo sulla storia dei migliori rugbisti gallesi.

## Opere
- (EN) The Greatest Welsh XV Ever, Llandysul, Gomer Press, 2011, ISBN 1-84851-408-5.
- (EN) The Head of Gonzo Davies, Llandysul, Gomer Press, 2014, ISBN 1-84851-873-0.
- (EN) Gonzo Davies Caught in Possession, Llandysul, Gomer Press, 2015, ISBN 1-78562-032-0.
- (EN) The Asparagus Thieves, Llandysul, Gomer Press, 2017, ISBN 1-78562-222-6.